# Janičáři

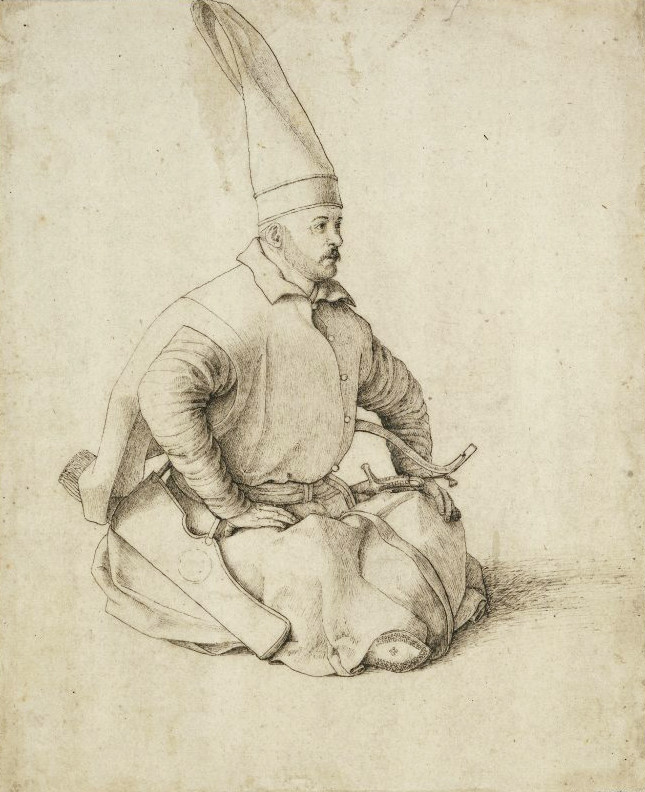
Sedící janičár. Perokresba Gentile Belliniho z let 1479–81

Janičáři (jedn. č.: janičár vyslov [jaňičár], jen v 1. a 5. pádu mn. č. tvar janičáři, adj. janičárský, z tureckého يڭيچرى, yeni çeri janyčari – nové vojsko) byli příslušníci elitní pěchotní jednotky osmanské armády, tzv. janičárů (existující mezi lety 1330–1826), rekrutovaných z nemuslimského (křesťanského) obyvatelstva Osmanské říše, především z řad Slovanů na Balkáně. Šlo o první moderní stálou armádu v Evropě. Sbor byl s největší pravděpodobností založen během vezírství Aladdína za vlády sultána Orhana (1324–1362).
Janičáři začínali jako elitní sbory vytvořené prostřednictvím systému dětského otroctví devširme, kdy byli mladí křesťanští chlapci, zejména Arméni, Albánci, Bosňané, Bulhaři, Chorvati, Řekové a Srbové, odebráni z Balkánu, zotročeni, konvertováni k islámu a začleněni do osmanské armády. Stali se známými vnitřní soudržností upevněnou přísnou disciplínou a řádem. Na rozdíl od typických otroků dostávali pravidelné výplaty. Bylo zakázáno uzavřít manželství před 40 rokem věku nebo se zapojit do obchodu a očekávala se jejich úplná loajalita k sultánovi. V 17. století byla původně přísná politika náboru sboru uvolněna kvůli dramatickému nárůstu velikosti osmanské stálé armády a byli přijímáni i civilisté, aby mohli těžit ze zlepšeného socioekonomického statusu, který byl přiznán. V důsledku toho sbor postupně ztrácel svůj vojenský charakter a procházel procesem, který byl popsán jako „civilizace“.
Janičáři byli v prvních letech impozantní vojenskou jednotkou, ale jak postupně západní Evropa modernizovala technologii vojenské organizace, stali se janičáři reakční silou, která odolávala všem změnám. Osmanská vojenská moc ustavičně zastarávala, ale když janičáři cítili, že jsou ohrožena jejich privilegia nebo zvenčí hrozila modernizace nebo by je mohli předstihnout jezdci, vzbouřili se. V době, kdy byli janičáři rozpuštěni, bylo už příliš pozdě na to, aby osmanská vojenská moc dohnala Západ. Sbor byl zrušen sultánem Mahmudem II. v roce 1826 během incidentu, který vešel ve známost jako Požehnaná událost. Tehdy bylo popraveno přes 6 000 - 20. 000 janičářů jen v Istanbulu, ale v celém Turecku potom povražděno daleko více .

## Vznik

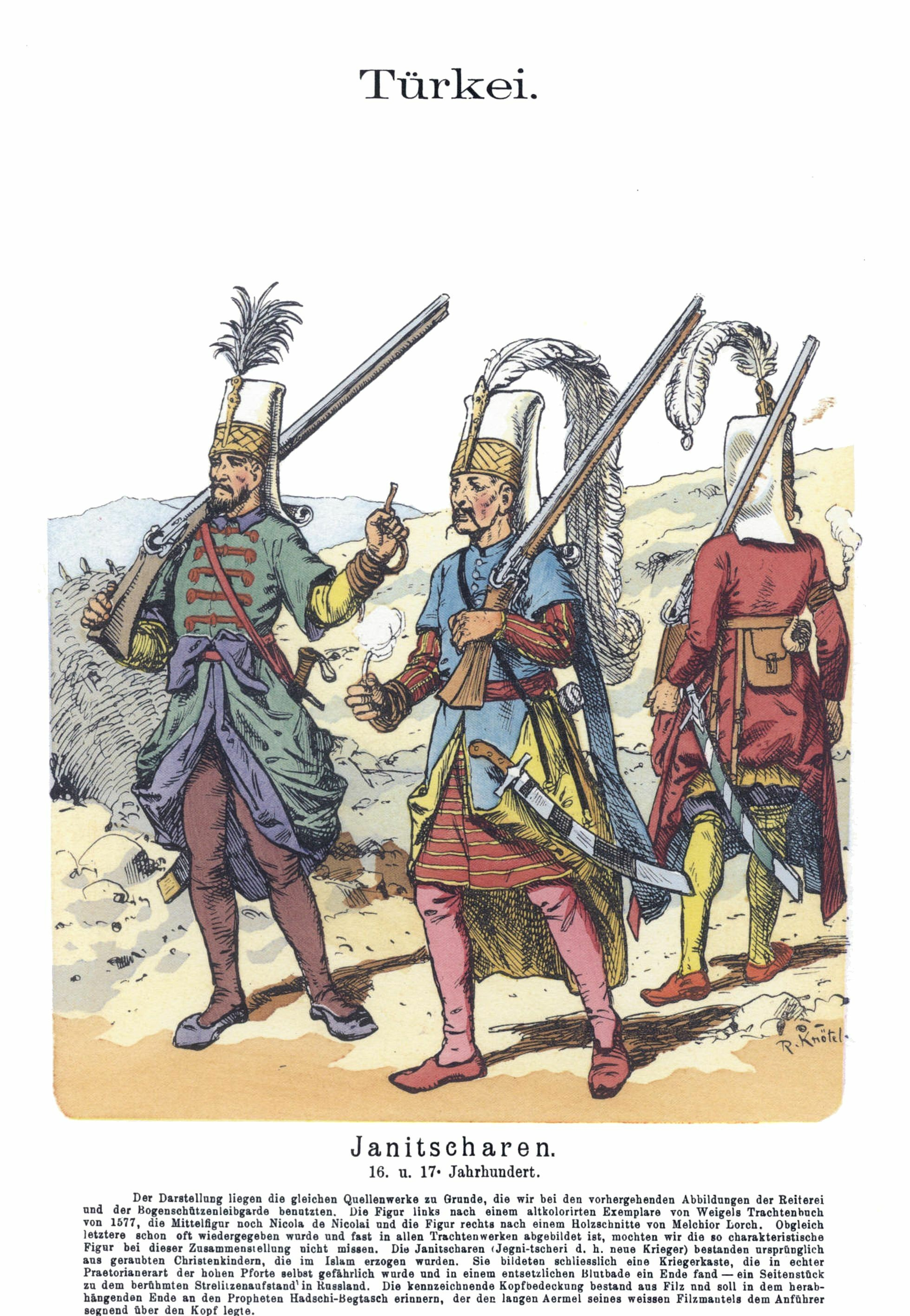
Janičáři v 16. a 17. století

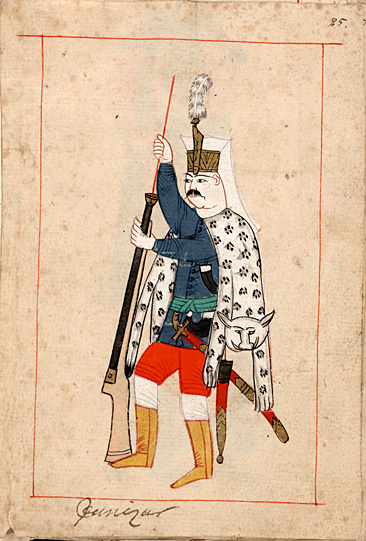
Janičár, před rokem 1657

Janičáři, jakožto stálé, profesionální vojsko, tvořili od 14. století jádro osmanské armády. Přesné datum jejich vzniku není známo. Někteří historikové přisuzují jejich vznik Orhanovi, který vládl do roku 1362. Jiní historikové se spíše kloní k názoru, že za jejich založením a hlavně rozvojem stojí až Orhanův syn Murad I., třetí vládce Osmanské říše, který vládl v letech 1362–1389. Osmané zavedli daň ve výši jedné pětiny na všechny otroky zajaté ve válce a právě z těchto zdrojů pracovních sil sultáni poprvé postavili janičářský sbor jako osobní armádu loajální pouze sultánovi. Od 80. let 14. století do roku 1648 byli janičáři shromažďováni prostřednictvím systému tzv. „daně krve“ (devširme), který byl zrušen roku 1648.. Šlo o nábor (zotročování) nemuslimských chlapců, zejména anatolských a balkánských křesťanů; Židé nikdy nebyli předmětem devširme, ani děti z tureckých rodin. Podle Encyclopedie Britannica „v počátcích byli všichni křesťané nabíráni bez rozdílu. Později byli preferováni ti z dnešní Albánie, Bosny a Bulharska“. Z praktických důvodů se nábor netýkal Romů, kteří byli podle Osmanů líní a krajně nespolehliví, a také městským životem zkažených Řeků.
Podle vojenského historika Michaela Antonucciho a ekonomických historiků Glenna Hubbarda a Tima Kanea turečtí správci každých pět let procházeli své regiony (ale zejména Balkán), aby našli nejsilnější syny sultánových křesťanských poddaných. Tito chlapci (obvykle ve věku od 6 do 14 let) byli poté odebráni svým rodičům, obřezáni a posláni do tureckých rodin v provinciích, aby byli vychováni jako muslimové a naučili se turecký jazyk a zvyky. Jakmile jejich vojenský výcvik začal, byli vystaveni tvrdé disciplíně, bylo jim zakázáno nechat si narůst vousy, věnovat se jiné dovednosti než vojenství a ženit se. Výsledkem bylo, že janičáři byli extrémně disciplinovaní vojáci a stali se členy třídy askeri, prvotřídních občanů nebo vojenské třídy. Většina byla nemuslimského původu, protože nebylo přípustné zotročit muslima.
Procházeli důkladným vojenským výcvikem a požívali řady výhod a privilegií. Formování janičárů se ukázalo jako skvělý strategický tah. Velmi často pocházeli z dosti chudých poměrů na okupovaných územích a jako janičáři se stali elitními vojáky, mnohdy se podíleli i na správě okupovaných zemí. Tím získali Osmané důležité spojence, kteří znali místní jazyk a místní poměry.
Standardními zbraněmi janičárů byly zpočátku luky a šavle, popř. kyje; později byla jejich výzbroj doplněna o palné zbraně. Vyznamenali se kupříkladu proti Srbům v bitvě na Kosově poli, při obléhání Konstantinopole či při prvním obléhání Vídně.
Někdy jsou termínem janičáři označováni synové významných rodů vzatí jako rukojmí a vycvičeni k věrnosti svým věznitelům. To mělo zaručit nejen, že se jejich otcové nevzbouří, ale navíc že janičáři budou věrně následovat onoho panovníka. V tomto významu užil termín janičár kupříkladu David Gemmell ve své knize Smrtonoš.
Mezi nejznámější janičary patřil George Kastrioti Skanderbeg, Albánec, který přeběhl a 25 let vedl albánskou vzpouru proti Osmanům. Dalším byl Srb Mehmed Paša Sokolović, který se stal velkovezírem, sloužil třem sultánům a více než 14 let byl de facto vládcem Osmanské říše.

## Postupný zánik
Na začátku 17. století však janičáři začali být více samostatní na osmanských sultánech a více se zajímali o zachování svých výhod a privilegií. Navíc se přestali vyvíjet, na rozdíl od jiných (zvláště evropských) armád. Spíše naopak mnohým reformám, s cílem větší modernizace, sami urputně bránili. V 18. století (po zrušení devširme roku 1648) již většina z nich patřila k nižší a střední vrstvě tureckého obyvatelstva, byli to často řemeslníci nebo kupci přilákaní výhodami, kteří se více než vojenské službě věnovali své civilní profesi. Platilo prý pravidlo, že syn janičáře nesmí být janičárem.
Janičáři se postupně stali vlivnou politickou silou, která byla schopna odstranit jakéhokoli sultána, s nímž nesouhlasila. Postupně spolu s jinými složkami armády (například jezdeckou částí sipahí) ovládli nakonec celou státní správu, mnohdy však svou moc využívali pouze k osobnímu obohacení. Jakýkoliv pokus o snížení svých pravomocí zastavili hned v počátku. Například se v roce 1622 dostali do konfliktů s mladým sultánem Osmanem II., který je chtěl nahradit novou modernější armádou, a posléze ho zavřeli a zavraždili. Také relativně prosperující tzv. období tulipánů za sultána Ahmeda III. ukončili v roce 1730 a donutili sultána k abdikaci. Rovněž svrhli a zavraždili dalšího sultána Selima III., který se je pokusil zrušit, v roce 1808.
Janičáři byli zrušeni po své vzpouře dekretem sultána Mahmuta II. 17. června 1826.

## Bitvy
Osmanská říše využívala janičáře ve všech svých hlavních taženích, včetně dobytí Konstantinopole v roce 1453, porážky mamlúckého sultanátu v Káhiře a válek proti Uhrám a Rakousku. Janičářské jednotky byly vždy vedeny do bitvy samotným sultánem a měly podíl na kořisti. Janičářský sbor byl jedinou pěší divizí osmanské armády.
V boji bylo hlavním úkolem janičářů chránit sultána, používat děla a menší palné zbraně a držet střed armády proti nepřátelskému útoku během strategického předstíraného ústupu tureckého jezdectva. Janičářský sbor zahrnoval také menší specializované týmy: odborníky na výbušniny, inženýry a techniky, ostrostřelce (s luky i puškami) a sapéry, kteří kopali tunely pod pevnostmi apod.

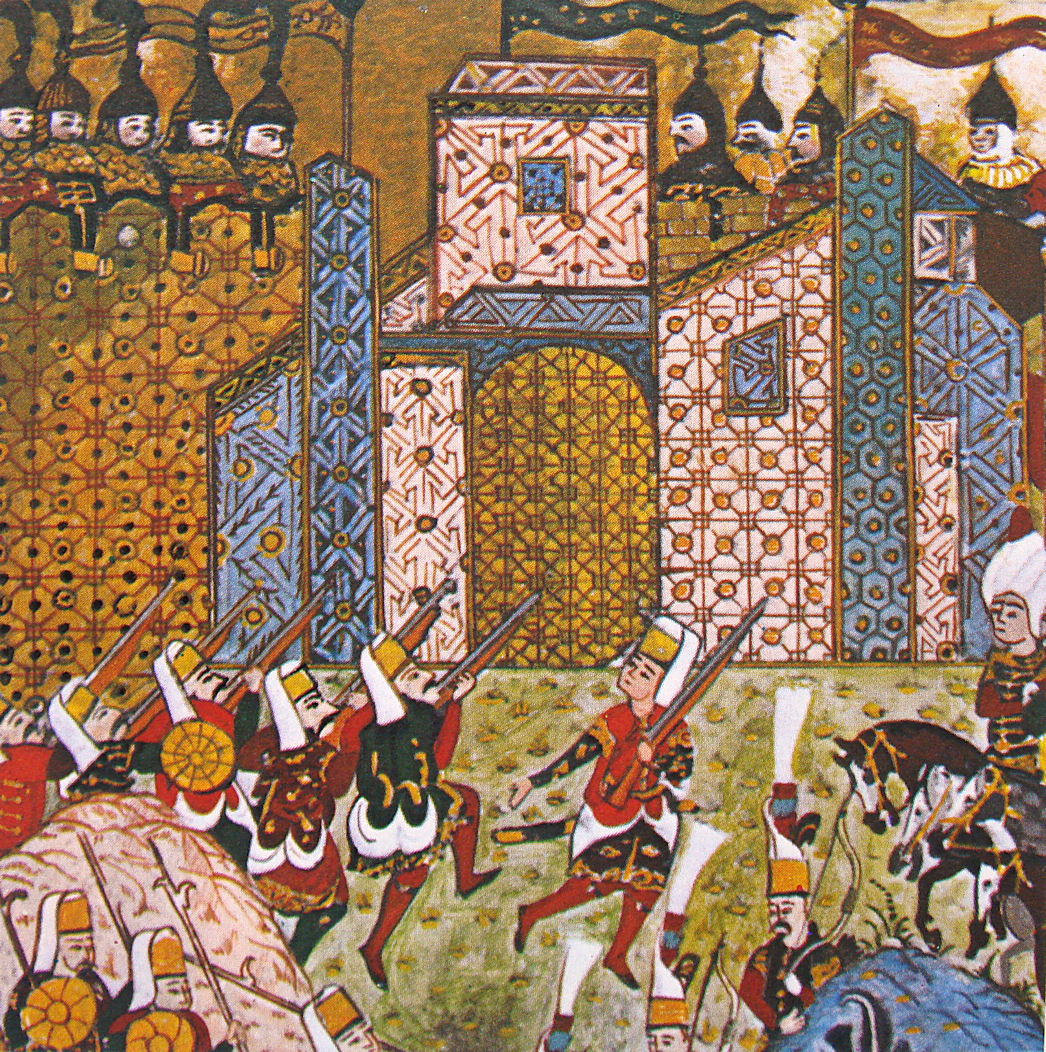
Janičáři bojující proti rytířům johanitům, kteří jsou vyobrazeni ve východním brnění, během obléhání Rhodu v roce 1522
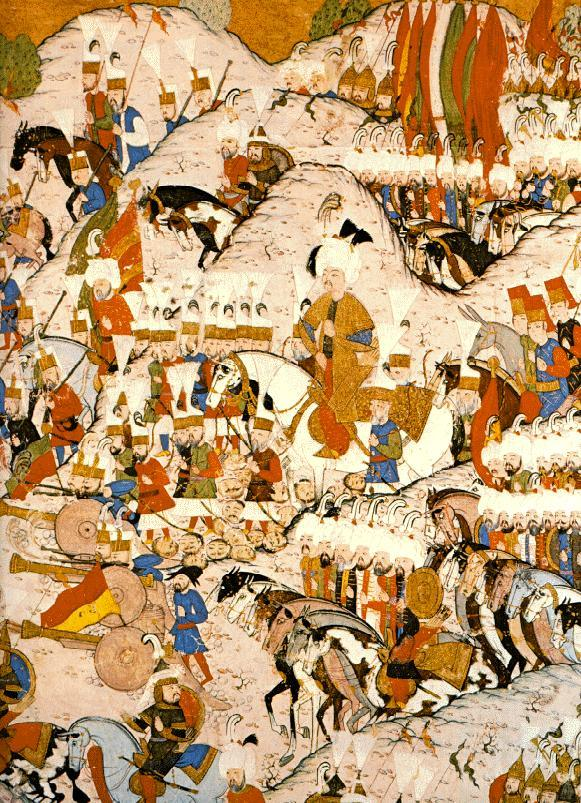
Bitva u Moháče, 1526
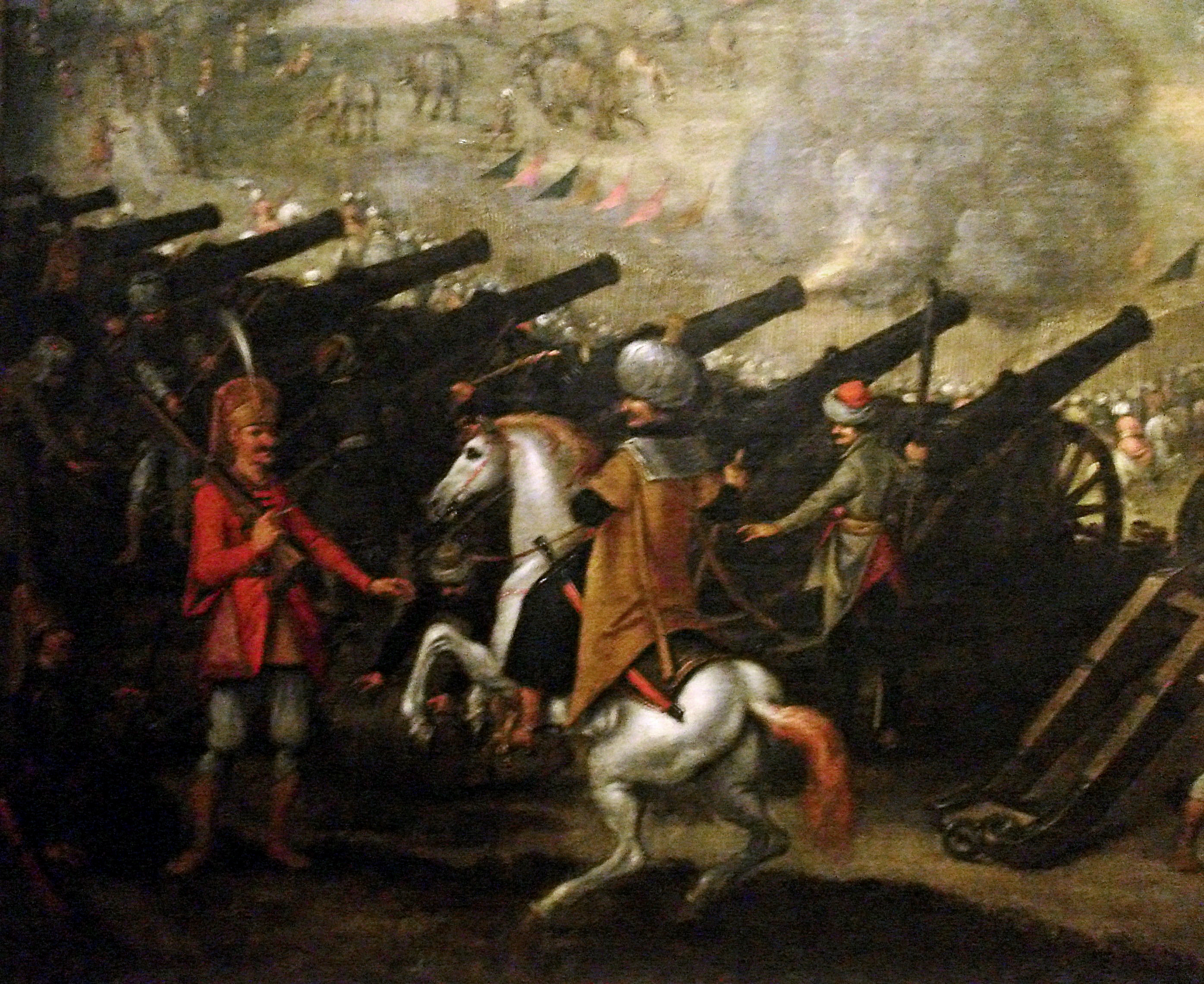
Janičář, paša a dělostřelecké baterie při obléhání Ostřihomi v roce 1543
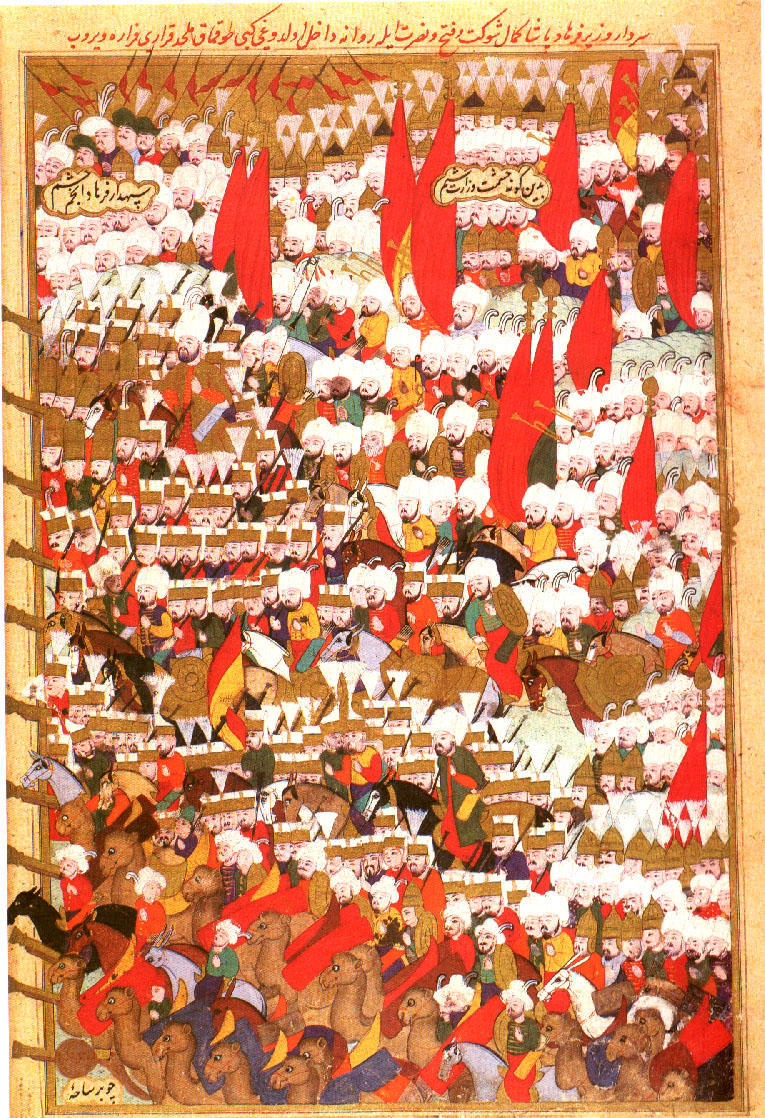
Vojenské tažení sultána Murada III. na Revan

## Frazeologie
Od janičárů se odvozuje úsloví poturčenec horší Turka.